# ×Elyhordeum schaackianum
Elyhordeum schaackianum là một loài thực vật có hoa trong họ Hòa thảo. Loài này được (Bowden) Bowden mô tả khoa học đầu tiên năm 1967.